# Елиптични координатни систем
Елиптични координатни систем је дводимензионални координатни систем, у ком су координатне линије представљене елипсама и хиперболама. Фокуси елипси су фиксирани на {\displaystyle -a} и {\displaystyle +a} на оси {\displaystyle x}.

## Основна дефиниција
Елиптичне координате {\displaystyle (\mu ,\nu )} обично се дефинишу као:
{\displaystyle x=a\ \cosh \mu \ \cos \nu }
{\displaystyle y=a\ \sinh \mu \ \sin \nu }
где је {\displaystyle \mu } ненегативан реалан број, а {\displaystyle \nu \in [0,2\pi ].}
На тај начин следећим тригонометријским идентитеом одређује се фамилија елипси константнога {\displaystyle \mu }:
{\displaystyle {\frac {x^{2}}{a^{2}\cosh ^{2}\mu }}+{\frac {y^{2}}{a^{2}\sinh ^{2}\mu }}=\cos ^{2}\nu +\sin ^{2}\nu =1}
С друге стране другом једначином одређује се фамилија хипербола константнога {\displaystyle \nu }:
{\displaystyle {\frac {x^{2}}{a^{2}\cos ^{2}\nu }}-{\frac {y^{2}}{a^{2}\sin ^{2}\nu }}=\cosh ^{2}\mu -\sinh ^{2}\mu =1}

### Ламеови коефицијенти
У ортогоналном координатном систему дужине вектора базе познате су као фактори скалирања или као Ламеови коефицијенти, који су за елиптичне координате:
{\displaystyle H_{\mu }=H_{\nu }=a{\sqrt {\mathrm {sh} ^{2}\,\mu +\sin ^{2}\nu }}.}
а након сређивања као:
{\displaystyle H_{\mu }=H_{\nu }=a{\sqrt {{\frac {1}{2}}(\mathrm {ch} \,2\mu -\cos 2\nu }}).}
Елеменат површине дат је са:
{\displaystyle dS=a^{2}(\mathrm {sh} ^{2}\,\mu +\sin ^{2}\nu )\,d\mu \,d\nu ,}
а Лапласијан:
{\displaystyle \nabla ^{2}\Phi ={\frac {1}{a^{2}(\mathrm {sh} ^{2}\,\mu +\sin ^{2}\nu )}}\left({\frac {\partial ^{2}\Phi }{\partial \mu ^{2}}}+{\frac {\partial ^{2}\Phi }{\partial \nu ^{2}}}\right).}

## Алтернативна дефиниција
Понекад се користи и алтернативна дефиниција елиптичних координата {\displaystyle (\sigma ,\;\tau )}:
{\displaystyle \sigma =\mathrm {ch} \,\mu ,}
{\displaystyle \tau =\cos \nu .}
Координате {\displaystyle (\sigma ,\;\tau )} имају једноставан однос са удаљеностима {\displaystyle d_{1},d_{2}} од фокуса {\displaystyle F_{1}} и {\displaystyle F_{2}}. 
{\displaystyle d_{1}+d_{2}=2a\sigma ,}
{\displaystyle d_{1}-d_{2}=2a\tau ,}
На тај начин добија се и:
{\displaystyle d_{1}=a(\sigma +\tau );}
{\displaystyle d_{2}=a(\sigma -\tau ).}
Тај координатни систем има недостатак да координате (x,y) и (x,-y) имају исти {\displaystyle (\sigma ,\tau )}, па конверзија није једнозначна:
{\displaystyle x=a\sigma \tau ;}
{\displaystyle y^{2}=a^{2}(\sigma ^{2}-1)(1-\tau ^{2}).}

### Ламеови коефицијенти алтернативне верзије
Ламеови коефицијенти алтернативних елиптичних координата {\displaystyle (\sigma ,\tau )} су:
{\displaystyle h_{\sigma }=a{\sqrt {\frac {\sigma ^{2}-\tau ^{2}}{\sigma ^{2}-1}}}}
{\displaystyle h_{\tau }=a{\sqrt {\frac {\sigma ^{2}-\tau ^{2}}{1-\tau ^{2}}}}.}
Елеменат површине дат је са:
{\displaystyle dA=a^{2}{\frac {\sigma ^{2}-\tau ^{2}}{\sqrt {\left(\sigma ^{2}-1\right)\left(1-\tau ^{2}\right)}}}d\sigma d\tau }
а Лапласијан је:
{\displaystyle \nabla ^{2}\Phi ={\frac {1}{a^{2}\left(\sigma ^{2}-\tau ^{2}\right)}}\left[{\sqrt {\sigma ^{2}-1}}{\frac {\partial }{\partial \sigma }}\left({\sqrt {\sigma ^{2}-1}}{\frac {\partial \Phi }{\partial \sigma }}\right)+{\sqrt {1-\tau ^{2}}}{\frac {\partial }{\partial \tau }}\left({\sqrt {1-\tau ^{2}}}{\frac {\partial \Phi }{\partial \tau }}\right)\right].}